# Eremocoris podagricus

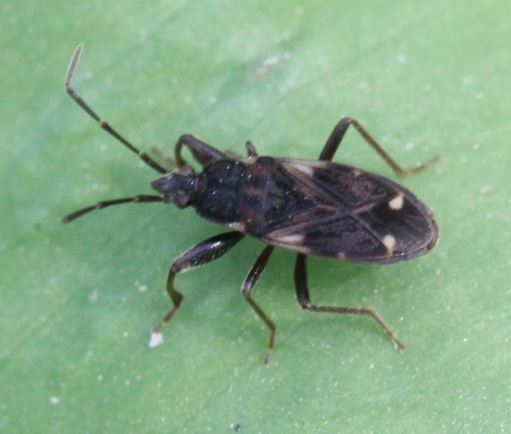
Eremocoris podagricus

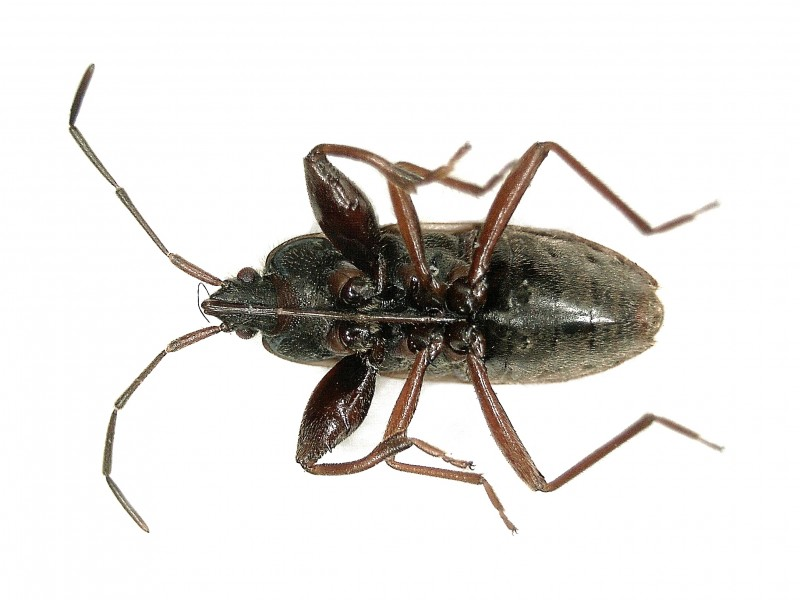
Ventralansicht

Eremocoris podagricus ist eine Wanze aus der Familie der Rhyparochromidae.

## Merkmale
Die Wanzen werden 5,7 bis 7,0 Millimeter lang. Sie haben wie alle Arten der Gattung Eremocoris rötlich braune Vorderflügel, die auf der Membrane, angrenzend an den Cuneus ein Paar halbkreisförmiger weißer Flecken tragen. Die vorderen Schenkel (Femora) von Eremocoris podagricus sind deutlich verdickt. Diese tragen zwei große und mehrere kleine Dornen. Die Behaarung an den hinteren Schienen (Tibien) ist ungefähr gleich lang, wie die Schienen breit sind.

## Verbreitung und Lebensraum
Die mediterrane Art kommt in Südeuropa und Nordafrika vor und erreicht über Südosteuropa Kleinasien und den Kaukasus. Im Norden findet man sie bis in den Süden Großbritanniens und in Deutschland bis an den Rand der Mittelgebirge. Hier ist sie nicht häufig. In Österreich ist sie aus allen Bundesländern nachgewiesen und häufig. Die Art besiedelt die Bodenstreu offener oder halbschattiger, temperaturbegünstigter feuchter, wie trockener Lebensräume mit kalkigem Boden. Man findet sie im Streu, unter Steinen oder in Moosen an Waldrändern, in Hecken oder unter Wacholderbüschen.

## Lebensweise
Die Tiere klettern nur selten an Pflanzen hoch. Die Wanzen erscheinen ab Anfang April. Die Entwicklung erfolgt gleich wie bei Eremocoris plebejus.

## Belege